# (10181) Davidacomba
(10181) Davidacomba (1996 FP3) – planetoida z grupy pasa głównego asteroid okrążająca Słońce w ciągu 3,29 lat w średniej odległości 2,21 j.a. Odkryta 26 marca 1996 roku.